# Nas Estrelas
Nas Estrelas est un album original de musique instrumentale de Paulo Leão et de son fils Vitor Leão, sorti en 2024.

## Description
Distribué par Freshtunes, l'album Nas Estrelas est entièrement composé de chansons originales et a été enregistré en utilisant principalement les guitares électriques par Paulo et Vitor. Les rares exceptions étaient l'utilisation de batterie programmée et de basse virtuelle sur deux morceaux et, sur le morceau "A Era Azul", la participation du hautboïste Marina Elisabete .
L'idée de créer l'album dans ce format, et avec un thème cosmique, est née de l'expérience d'une observation d'OVNI vécue par Paulo et Vitor, à Minas Gerais, en 2019. Tout d'abord, ils ont composé la chanson "OVNI" au piano à quatre mains, puis quinze autres chansons. Lors de la finalisation de l'album, le duo a choisi de le sortir avec seulement douze chansons.
Tous les morceaux ont été enregistrés dans le propre studio du duo, « Bedroom Records », entre 2019 et 2023, principalement pendant la pandémie de covid-19. Les travaux ont été achevés et lancés en 2024.
Nas Estrelas est présent sur les plateformes de streaming numérique  et a reçu le prix « Mention honorable » au Canada, au Widescreen Film & Video Festival – 2024, pour le clip de la chanson titre, sorti en single en 2021 et re -sorti en 2024 dans la version remasterisée,,.
Vitor Leão a publié d'autres œuvres solos sous son autre nom artistique, Vitor Levenhagen.

## Pistes
1. "Sun" (Vitor Leão) – 1:23
2. "Nebulosa" (Paulo Leão) – 1:23
3. "Noite Veloz" (Vitor Leão) – 2:52
4. "A Era Azul" (Vitor Leão/Paulo Leão) – 2:11
5. "Superfície Planetária de Metal Líquido a 5000 Graus (Netuno 5000 Graus)" (Vitor Leão) – 2:45
6. "Blues do Entardecer" (Paulo Leão) – 3:14
7. "Sirius" (Vitor Leão) – 1:16
8. "ORCS" (Vitor Leão) – 14h00
9. "Planétarium" (Vitor Leão) – 1:42
10. "Aldébaran" (Paulo Leão) – 1:03
11. "Anos-Luz" (Paulo Leão) – 4:56
12. "OVNI" (Paulo Leão/Vitor Leão) – 1:03
13. "Nas Estrelas" (Paulo Leão) – 4:04 - ceci, sorti séparément, sous forme d'EP.

## Crédits
- Guitares électriques – Paulo Leão et Vitor Leão
- Contrebasse - Vitor Leão et Paulo Leão
- Guitare - Vitor Leão
- Piano – Paulo Leão et Vitor Leão
- Participation spéciale de Marina Elisabete, hautbois, à "A Era Azul"
- Studio d'enregistrement : Chambre Records
- Produit et masterisé par BlackCube Records
- Direction artistique : Paulo Leão
- Arrangements : Vitor Leão et Paulo Leão
- Conception graphique : Paulo Leão et Vitor Leão